# Cuxac-d'Aude

Cuxac-d'Aude este o comună în departamentul Aude din sudul Franței. În 1 ianuarie 2022 avea o populație de 4.070 de locuitori.